# Villa romana da Torrinha
A Villa romana da Torrinha é um sítio arqueológico nas imediações da aldeia de Salir, no Município de Loulé, na região do Algarve, em Portugal. 

## Descrição e história
O sítio arqueológico localiza-se numa elevação regada pela Ribeira das Pontes, e nas imediações da estrada entre Salir e Benafim, a cerca de um quilómetro de distância do Castelo de Salir, no sentido poente. Neste local foi identificada uma grande quantidade de espólio romano, incluindo materiais de construção, como tégulas, imbrices e tesselas, e fragmentos de peças de cerâmica, algumas destas já da antiguidade tardia. Algumas das peças são em terra sigillata, tendo sido identificadas como pertencendo ao grupo Late roman C, fabricadas na Fócia. Também foram encontrados alguns possíveis indícios de ocupação durante o período visigótico e os inícios do domínio islâmico. Nas imediações existem restos de canais de rega e noras, que poderiam ter sido usadas desde a Idade Média. Entre o espólio do local destaca-se uma ara sacrificial, que foi preservada no Museu Municipal. Devido à sua localização, a villa da Torrinha pode ser considerada como um exemplo de um assentamento romano que aproveitava os recursos agrícolas na área do barrocal algarvio. Com efeito, esta zona era de grande fertilidade, com abundantes recursos hídricos, devido à presença da Ribeira das Pontes.
Nas imediações foram encontrados os vestígios de uma necrópole, também do período romano.